# WASP-76b
WASP-76b là một ngoại hành tinh nằm trong chòm sao Song Ngư, với khối lượng nhỏ hơn Sao Mộc một chút ít nhất là 0,9 lần. Nhiệt độ ở đây dao động 2.500 K, gọi là Sao Mộc nóng. Hành tinh quay quanh ngôi sao WASP-76. Nó được phát hiện vào năm 2003 bằng phương pháp quá cảnh. Khoảng cách từ ngôi sao WASP-76 đến hành tinh WASP-76b là 0,033 AU, gần hơn khoảng cách từ Mặt Trời đến Sao Thủy là 0,4 AU. Hành tinh này mất 2 ngày để hoàn thành một chu kỳ quỹ đạo.

## Thành phần khí quyển

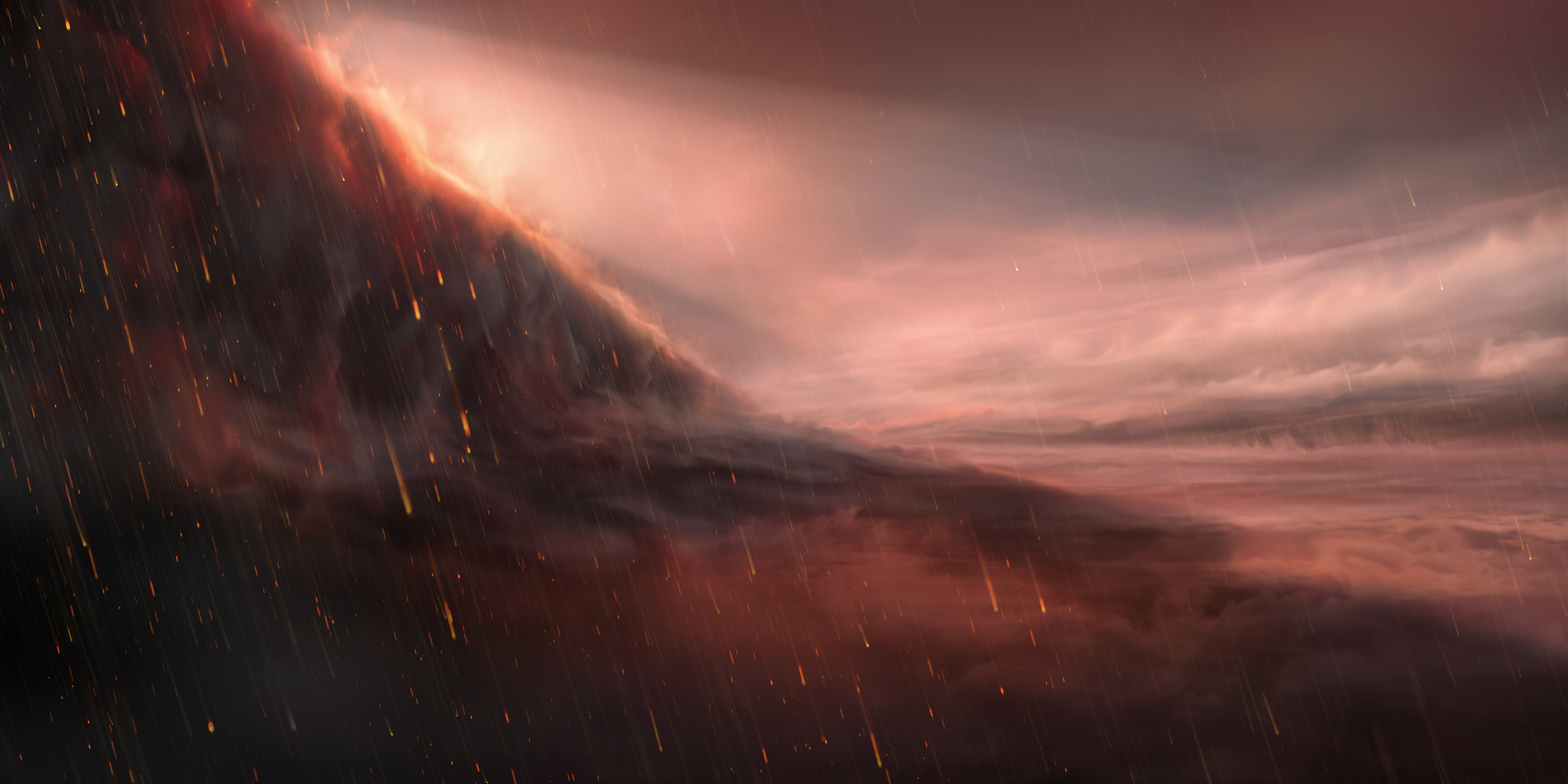
Minh hoạ của hoạ sĩ về buổi đêm trên WASP-76b

Theo các nhà khoa học, nhiệt độ ở đây dao động khoảng 2.500 K. Vào tháng 5 năm 2020, người ta đã phát hiện ra quang phổ trước đó của WASP-76b, được chụp bởi Kính viễn vọng Không gian Hubble, đã bị làm biến dạng bởi ánh sáng từ một ngôi sao đồng hành bị nghi ngờ. Do đó, mô hình khí quyển được cập nhật là lớp vỏ hydro - heli bị vẩn đục, không phát hiện ra sắt trung tính được báo cáo khác (bao gồm cả hóa lỏng "mưa sắt"), và chỉ có giới hạn trên đối với các oxit của titan và vanadi. Tuy nhiên, sự kết hợp dữ liệu từ kính viễn vọng không gian Hubble và Spitzer đã cho phép phát hiện oxit titan và vết nước trong khí quyển của WASP-76b. Sau đó, phổ có độ phân giải cao hơn, có các tính năng của Li, Na, Mg, Ca, Mn, K và Fe bị ion hóa, nhưng không tìm thấy Ti, Cr, Ni hoặc các oxit phân tử của titan, vanadi hoặc zirconi bị ion hóa.